# Вилхелм фон Папенхайм
Вилхелм I фон Папенхайм (на немски: Wilhelm I von Pappenheim; † между 1 януари и 4 април 1508, Тренто) е имперски наследствен маршал на Папенхайм в Бавария, господар на замък Ротенщайн и Калден, 1458 г. фогт и хауптман в Аугсбург.

## Биография
Той е син на Хайнрих XI фон Папенхайм († 1482 или 1484) и съпругата му Анна фон Абенсберг († сл. 1432), дъщеря на Йобст фон Абенсберг († 29 август 1428) и Агнес фон Шаунберг († сл. 10 август 1412).
Вилхелм I фон Папенхайм е от 1458 г. фогт и хауптман в Аугсбург. През 1490 г. той е съветник на курфюрст Фридрих III в Саксония. През 1493 г. е представител при погребението на император Фридрих III. Той носи заедно с други 16 провинции и имперски знамена.
През 1499 г. Вилхелм фон Папенхайм участва в Швабската война. След три години той отново участва в конфликт като фелдхауптман на Швабския съюз във Войната за ландсхутското наследство (1503 – 1505).
Вилхелм умира през 1508 г. по време на похода до Рим за императорската коронизация на Максимилиан I в Тренто. Погребан е в Папенхайм.

## Фамилия
Вилхелм фон Папенхайм се жени за Магдалена фон Рехберг († 1508), дъщеря на Албрехт фон Рехберг-Рамсберг († 1502) и Елизабет фон Елтер († 1475). Те имат осем деца:
- Волфганг I фон Папенхайм († 1558), императорски съветник, господар на Ротенщайн, Калден, Болфинген, Вестерщетен, Хорнщайн, Рехберт, Абенсберг, Тирщайн и Аутел, женен за Магдалена/Маргарета фон Рот († 1555)

- Йоахим фон Папенхайм (* 1490; † 16 октомври 1536, Милано), 1515 г. строи замък Ной-Калден при Алтусрид, женен за Анна фон Лаубенберг
- Вилхелм фон Папенхайм († 1530, Дания)[6]
- Кристоф фон Папенхайм (* 1492; † 19 юни 1539), епископ на Айхщет и княжески епископ на манастир Айхщет (1535 – 1539)
- дете фон Папенхайм
- Елизабет фон Папенхайм, омъжена за Валтер/Каспер фон Лаубенберг[7]
- Магдалена фон Папенхайм, омъжена за Филип фон Бубенхофен